# Stânga Republicană din Catalonia–Catalonia Da
Stânga Republicană din Catalonia–Catalonia Da (în catalană Esquerra Republicana de Catalunya–Catalunya Sí, ERC–CatSí) a fost o alianță electorală catalană pro-indepedență. Alianța era formată din Stânga Republicană din Catalonia, Catalonia Da și independenți, iar la alegerile generale spaniole din 2015 și 2016 a fost condusă de Gabriel Rufián.
Pentru alegerile generale, alianța a fost întreruptă în favoarea alianței Stânga Republicană din Catalonia- Suveraniștii.

## Istorie
Alianța a fost inițial formată la 8 octombrie 2011 pentru a contesta Alegerile generale din Spania din 2011 de către Stânga Republicană din Catalonia (ERC), Catalonia Da (CatSí) și Adunarea Independenței (RI.cat), după discuții cu Solidaritatea Catalană pentru Independență (SI) pentru aderarea la coaliție nu a reușit să se materializeze. Alianța cu RI. a fost întreruptă înainte de Alegerile regionale catalane din 2012, deoarece partidul a susținut lista partidului lui Artur Mas Convergența Democratică a Cataloniei (CDC), apoi au semnat un acord de colaborare cu CDC în martie 2014 pentru a candida împreună la alegerile ulterioare. Alianța ERC-CatSí va fi întreruptă temporar pentru alegerile regionale catalane din 2015, întrucât ERC s-a alăturat listei Junts pel Sí împreună cu CDC și alte partide, dar va fi restabilită înainte de alegerile generale spaniole din 2015 și 2016 cu Gabriel Rufián în calitate de candidat principal.
Alianța a fost menținută pentru alegerile regionale din 2017, la care s-au alăturat de această dată Democrații din Catalonia (DC) și Mișcarea de Stânga (MES).

## Componență
| Partid | Partid                                 | Note                                                                 |
| ------ | -------------------------------------- | -------------------------------------------------------------------- |
|        | Stânga Republicană din Catalonia (ERC) |                                                                      |
|        | Catalonia Da (CatSí)                   |                                                                      |
|        | Mișcarea de Stânga (MES)               | A intrat în 2017 în coaliție, a părăsit coaliția în decembrie 2020.  |
|        | Democrații din Catalonia (DC)          | A intrat în 2017 în coaliție, exclus din coaliție în decembrie 2020. |
|        | Adunarea Indepedenței (RI.cat)         | A părăsit coaliția în 2012.                                          |

## Performanță electorală

### Parlamentul Cataloniei
| Parliament of Catalonia |         |        |   |          |     |                    |                       |
| Alegeri                 | Voturi  | %      | # | Locuri   | +/– | Candidat principal | Statut în legislatură |
| 2012                    | 498,124 | 13.70% | 3 | 21 / 135 | 11  | Oriol Junqueras    | Opoziție              |
| 2017                    | 935,861 | 21.38% | 3 | 32 / 135 | 6   | Oriol Junqueras    | Coaliție (JxCat–ERC)  |

### Cortes Generales

#### La nivel național
| Cortes Generales |         |         |         |         |         |          |       |                    |                       |
| Alegeri          | Congres | Congres | Congres | Congres | Congres | Senat    | Senat | Candidat principal | Statut în legislatură |
| Alegeri          | Voturi  | %       | #       | Seats   | +/–     | Seats    | +/–   | Candidat principal | Statut în legislatură |
| 2011             | 256,985 | 1.06%   | 8th     | 3 / 350 | 0       | 0 / 208  | 3     | Alfred Bosch       | Opoziție              |
| 2015             | 601,782 | 2.39%   | 6th     | 9 / 350 | 6       | 6 / 208  | 6     | Gabriel Rufián     | Opoziție              |
| 2016             | 632,234 | 2.63%   | 5th     | 9 / 350 | 0       | 10 / 208 | 10    | Gabriel Rufián     | Opoziție              |

#### La nivel regional
| Alegeri | Catalonia | Catalonia | Catalonia | Catalonia | Catalonia | Catalonia | Catalonia |
| Alegeri | Congres   | Congres   | Congres   | Congres   | Congres   | Senat     | Senat     |
| Alegeri | Voturi    | %         | #         | Seats     | +/–       | Seats     | +/–       |
| ------- | --------- | --------- | --------- | --------- | --------- | --------- | --------- |
| 2011    | 244,854   | 7.07%     | 5th       | 3 / 47    | 0         | 0 / 16    | 3         |
| 2015    | 601,782   | 15.99%    | 2nd       | 9 / 47    | 6         | 6 / 16    | 6         |
| 2016    | 632,234   | 18.18%    | 2nd       | 9 / 47    | 0         | 10 / 16   | 10        |